# Sumitomo Densetsu
Sumitomo Densetsu Co., Ltd. — японская строительная компания. Входит в кэйрэцу Sumitomo.

## История
Компания была основана в 1947 году, но выделена в отдельное юридическое лицо в 1950 году под названием Taiyo Densetsu Co. 
В 1962 году компания проходит процедуру листинга на Осакской бирже ценных бумаг. 
В 1969 году компания изменила название и стала именоваться Taiyo Kudo Construction Co., Ltd.
В 1972 году акции компании начинают торговаться на Токийской фондовой бирже. 
В 1985 году компания получает своё современное название. В том же году компания объединяется с Sumiden Kucho Co., Ltd.

## Компания сегодня
Компания занимается строительством промышленных, инфраструктурных объектов (по большей части электросетевых), а также различных инженерных систем. 
Помимо Япония компания работает в Китае, Юго-Восточной Азии и на Ближнем Востоке.